# Harmodio y Aristogitón

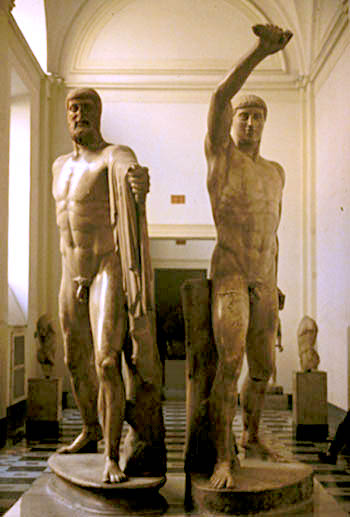
Harmodio y Aristogitón, copia romana de la estatua ateniense de Critio y Nesiotes.

Harmodio (Ἁρμόδιος / Harmodios, f. 514 a. C.) y Aristogitón (Ἀριστογείτων / Aristogeitôn, f. 514 a. C.) fueron conocidos como los Tiranicidas, por matar a Hiparco de Atenas. 
Aristogitón era un ateniense de clase media. Su joven amante, Harmodio, pertenecía a una noble familia de Atenas. Harmodio, ofendido por Hiparco, uno de los Pisistrátidas, que impidió que su hermana formara parte de las canéforas en la procesión de las Panateneas, decide acabar con los tiranos con la ayuda de Aristogitón. No les resulta difícil, dado el malestar del pueblo provocado por la tiranía de los Pisistrátidas, contar con varios cómplices. La idea era la de aprovechar el desfile de las Panateneas, en el que no sería sospechosa la formación de grupos armados por ciudadanos que participaban en la procesión, para asesinar a Hipias e Hiparco.
El día señalado, Aristogitón y Harmodio advirtieron que uno de los conjurados discutía en el Cerámico con Hipias, que se hallaba rodeado de su guardia personal. Creyendo que este les había traicionado, deciden posponer el atentado y, en su camino de retirada, se encuentran con Hiparco que iba sin escolta y le apuñalan hasta darle muerte. Cuando acudió la escolta, Harmodio murió también en el mismo lugar, mientras que Aristogitón se escabulló en un primer momento pero fue apresado después.
Harmodio y Aristogitón son considerados como dos héroes y tratados como mártires de la libertad, tras el derrocamiento de Hipias, pese a que su tiranicidio estuviera provocado por razones personales. Dos estatuas, esculpidas por Antenor, fueron erigidas en su honor en el Ágora. Ambas fueron destruidas por Jerjes tras el saqueo de Atenas en 480 a. C., y restauradas después por Alejandro el Grande (o según Pausanias, por Antíoco). Se les atribuye igualmente un lugar en las Islas de los Bienaventurados, al lado de Aquiles.